# Standard di vita
Il tenore di vita rappresenta il livello di benessere, comfort, beni materiali e necessità disponibili a una classe socioeconomica di una certa area geografica.
Sono inclusi fattori quali il reddito, qualità e disponibilità di impiego, disparità di classe, povertà, qualità e affordabilità di case, ore di lavoro necessarie per acquistare beni, PIL, inflazione, numero di giorni di ferie, accessibilità alle cure sanitarie, qualità e accessibilità all'istruzione, aspettativa di vita, incidenza di malattie, costo di beni e servizi, infrastrutture, crescita economica nazionale, stabilità economica e politica, libertà politica e religiosa, qualità dell'ambiente, clima e sicurezza. Lo standard di vita è legato strettamente alla qualità di vita. Nel 2012, l'Indice di Sviluppo Umano vede sei nazioni ai massimi livelli: Norvegia, Australia, USA, Paesi Bassi, Germania e Nuova Zelanda.

## Misurazione
Si misura generalmente per reddito pro capite, indice di povertà, servizio sanitario, disuguaglianza economica, Disposable Energy e istruzione. Esempio può essere, il numero di frigoriferi per 1 000 abitanti, o l'aspettativa di vita.
L'idea di standard può contrastare con la qualità della vita, che prende altri fattori in considerazione, non solo materiali.